# Nowa Wieś (powiat nowosądecki)
Nowa Wieś (j. łemkowski Нова Вес) – wieś w Polsce położona w województwie małopolskim, w powiecie nowosądeckim, w gminie Łabowa nad rzeką Kamienicą Nawojowską.
W latach 1975–1998 miejscowość należała administracyjnie do województwa nowosądeckiego.

## Demografia
Ludność według spisów powszechnych, w 2009 wg PESEL.
| Rok    | 1900 | 1921 | 1931 | 2002 |
| Liczba | 166  | 163  | 173  | 148  |

| Zwierzęta | Konie | Bydło | Owce | Świnie |
| Liczba    | 75    | 607   | 170  | 132    |

## Zabytki
Obiekty wpisane do rejestru zabytków nieruchomych województwa małopolskiego.
- Dawna cerkiew pw. Narodzenia NMP wraz z otoczeniem w granicach cmentarza, otaczającym murem oraz drzewostanem;
- murowana kapliczka.

## Parafia pw. Matki Bożej Anielskiej
Obecny kościół parafialny został wybudowany na miejscu spalonej z 1 na 2 czerwca 1975 roku XVIII-wiecznej cerkwi pw. Matki Bożej Anielskiej. Kościół zbudowano w latach 1979–1981 wg projektu Krzysztofa Biedy i Zbigniewa Bielaka. Kamień węgielny, poświęcony w 1979 r. przez Jana Pawła II w Nowym Targu, wmurował 1 kwietnia 1980 roku bp Jerzy Ablewicz. Budowę zwieńczono poświęceniem kościoła 2 sierpnia 1981 r. pod jego przewodnictwem. Konsekracji dokonał 1 października 2011 roku bp Wiktor Skworc. Wystrój wnętrza, ołtarz, chrzcielnicę, ścianę ołtarzową, obrazy zaprojektował i wykonał Marek Niedojadło.

## Ochotnicza straż pożarna
Ochotnicza Straż Pożarna w Nowej Wsi została założona w 1960 roku. Jednostka działa poza strukturami Krajowego Systemu Ratowniczo-Gaśniczego (KSRG).
OSP Nowa Wieś to jednostka kategorii S-2, co oznacza, że w jej podziale bojowym znajdują się dwa samochody pożarnicze. Są nimi Magirus-Deutz 170D11 oraz MAN TGE.

## Osoby związane z miejscowością
- Michał Szczygieł, polski piosenkarz pop-rockowy.